# Marjorie Magri
Marjorie Magri  (Caracas, Venezuela, 1986. május 2. –) venezuelai színésznő, modell.

## Élete
Marjorie Magri 1986. május 2-án született Caracasban. Karrierjét 2005-ben kezdte a Con toda el almában. 2008-ban szerepet kapott a ¿Vieja yo? című sorozatban. 2009-ben Clara szerepét játszotta az Un esposo para Estelában. 2011-ben a La viuda jovenben kapott szerepet. 2013-ban Amparo Montoya szerepét játszotta a Las bandidas című sorozatban.

## Filmográfia

### Telenovellák
- 2013-2014 - Virgen de la calle ... Desiree de Rojas
- 2013 - Las bandidas ... Amparo Montoya
- 2011 - La viuda joven .... Karelis Abraham
- 2009 - Un esposo para Estela ... Clara Morales Estévez
- 2008 - ¿Vieja yo? .... Elizabeth Ramirez Batalla
- 2007 - Aunque mal paguen ....Tamara
- 2005 - Con toda el alma .... Karin